# Burnenville
Ne doit pas être confondu avec Burenville.
Burnenville  (en wallon : Burninvèye, en allemand Bürnenville) est un village de la commune et ville belge de Malmedy située en Région wallonne dans la province de Liège. 
Avant la fusion des communes de 1977, Burnenville faisait partie de la commune de Bévercé . 
La localité compte environ 300 habitants.

## Situation
Burnenville se trouve entre Francorchamps et Malmedy. Il est traversé la route nationale 62 qui faisait partie de l'ancien tracé du circuit de Spa-Francorchamps. C'est un petit village ardennais assez concentré implanté sur les hauteurs (altitude autour de 400 m). Il avoisine les hameaux de Bernister et de Meiz. Le petit Ru Stave naissant, affluent de l'Eau Rouge, traverse la localité du nord vers le sud. Il alimente plusieurs étangs au sud du village. 

## Patrimoine
La chapelle Saint Hilaire datée de 1755 est construite en pierre de grès de teintes différentes. Elle compte des baies en arc en plein cintre et un clocheton à quatre pans. Sa toiture est en ardoises. 

## Activités
Burnenville compte une école communale.